# Between the Buttons
Albums de The Rolling Stones
Aftermath
(1966) Their Satanic Majesties Request
(1967)
Albums nord-américains des Rolling Stones
Big Hits (High Tide and Green Grass)
(1966) Flowers
(1967)
Singles
1. Ruby Tuesday / Let's Spend the Night Together
Sortie : 13 janvier 1967

Between the Buttons est le cinquième album studio des Rolling Stones paru début 1967.
Édité le 20 janvier au Royaume-Uni par Decca Records, il est publié aux États-Unis le 11 février par London Records avec des chansons différentes. Tous les titres sont signés Mick Jagger et Keith Richards.

## Historique

### Contexte
En 1966, la contre-culture hippie en provenance de San Francisco commence à apparaître dans le monde entier, tandis que de grands albums psychédéliques tels que Pet Sounds des Beach Boys, Revolver des Beatles ou encore Blonde on Blonde de Bob Dylan sont publiés, ainsi que l'album Aftermath des Rolling Stones. Avec ce dernier album, le groupe se libère des influences de rock’n’roll des premiers albums et écrit désormais ses propres chansons.
Between the Buttons est le dernier album entièrement produit par Andrew Loog Oldham. Le rôle de celui-ci qui officie en tant que producteur et manager depuis le début de carrière du groupe devient de moins en moins décisif jusqu'à son départ mi-1967 pendant les séances d'enregistrement de Their Satanic Majesties Request. Pendant la réalisation de l'album, en dehors du fait qu'on lui doit le titre de l'album (voir pochette et disque) avec Charlie Watts, Oldham a produit en parallèle l’album live Got Live If You Want It! pour une parution le 10 décembre 1966 sur le marché américain seulement, une exigence contractuelle de London Records, qui contient des performances live de leur tournée britannique récente ainsi que pistes enregistrées en studios avec le bruit de l’auditoire.
Malgré son implication évidente, Andrew Loog Oldham produit intégralement son dernier album des Rolling Stones. Le bassiste évoque sa relation conflictuelle avec le producteur : « Andrew avait de moins en moins d'influence et cette production fut son chant de cygne avec nous. [...] Il pensait toujours pouvoir être le Phil Spector anglais en se contentant de monter la [réverbération à fond]. Une production subtile, ça n'était pas son truc. »

### Enregistrement
Keith Richards déclare : « Between the Buttons a été le premier disque enregistré quand nous n'étions pas sur la route et que nous n'avions pas à être super-bons chaque soir en concert. De plus, tout le monde était défoncé. [...] Dans un certain sens, pour nous, ce fut comme un nouveau départ. »
Les premières sessions de l’album ont lieu du 3 au 11 août 1966 aux studios RCA à Los Angeles au cours de la tournée américaine de 1966. Le groupe retrouve pour la dernière fois l'ingénieur du son du studio David Hassinger qui a enregistré toutes les chansons depuis deux ans, et l'arrangeur Jack Nitzsche.
Plusieurs chansons y sont travaillées; les pistes instrumentales de six chansons ont été enregistrées, dont Let's Spend the Night Together et Who's Driving Your Plane? (sorti fin septembre sur le single Have You Seen Your Mother, Baby, Standing in the Shadow?). Pendant ce temps, Brian Wilson des Beach Boys est invité dans les Studios RCA lors de l’enregistrement de My Obsession, qui reste l’une de ses chansons préférées des Rolling Stones.
Le groupe retourne à Londres et les sessions reprennent à Studios IBC du 31 août au 3 septembre. Have You Seen Your Mother, Baby, Standing in the Shadow? est enregistré pour être publié le 23 septembre avant que les Stones ne se lancent dans leur septième et dernière tournée britannique (avant 1971) qui dure jusqu’à début d’octobre.
Le deuxième bloc de sessions d’enregistrement de Between the Buttons commencent le 8 novembre à l'Olympic Studios nouvellement ouvert à Londres, alternant avec Studios Pye jusqu’au 26 novembre. Pendant ce temps, la plus grande partie de l'album est complétée par les chants et autres overdubs sur les pistes intrumentales enregistrées précédemment avant le mixage. Ruby Tuesday est achevée.
Au même moment Andrew Loog Oldham prépare également l’album live Got Live If You Want It! pour le marché américain seulement, une exigence contractuelle de London Records, qui contient des performances live de leur tournée britannique récente ainsi que pistes enregistrées en studios avec le bruit de l’auditoire. Après la sortie de l’album le 10 décembre, une séance finale d'enregistrements pour Buttons a lieu à l'Olympic Studio le 13 décembre 1966 pour les overdubs avant qu'Oldham ne reprenne les bandes pour les confier aux Studios RCA à Hollywood pour le mixage final et l'édition.
L’album est enregistré sur un magnéto 4-pistes, avec des premières séances pré-mixées pour faire de la place sur les pistes restantes pour les overdubs. Mick Jagger a estimé que ce processus fait perdre une partie du son, commentant lors d’une interview que les chansons « sonnaient si amples, mais plus tard j’ai été vraiment déçu par elles. » Il commente plus loin : « je ne sais pas, ce n’est pas très bon. Back Street Girl est la seule que j’aime. » Dans une interview avec le New Musical Express, il considère le reste de l’album « comme plus ou moins des bêtises . »

## Caractéristiques artistiques

### Analyse du contenu

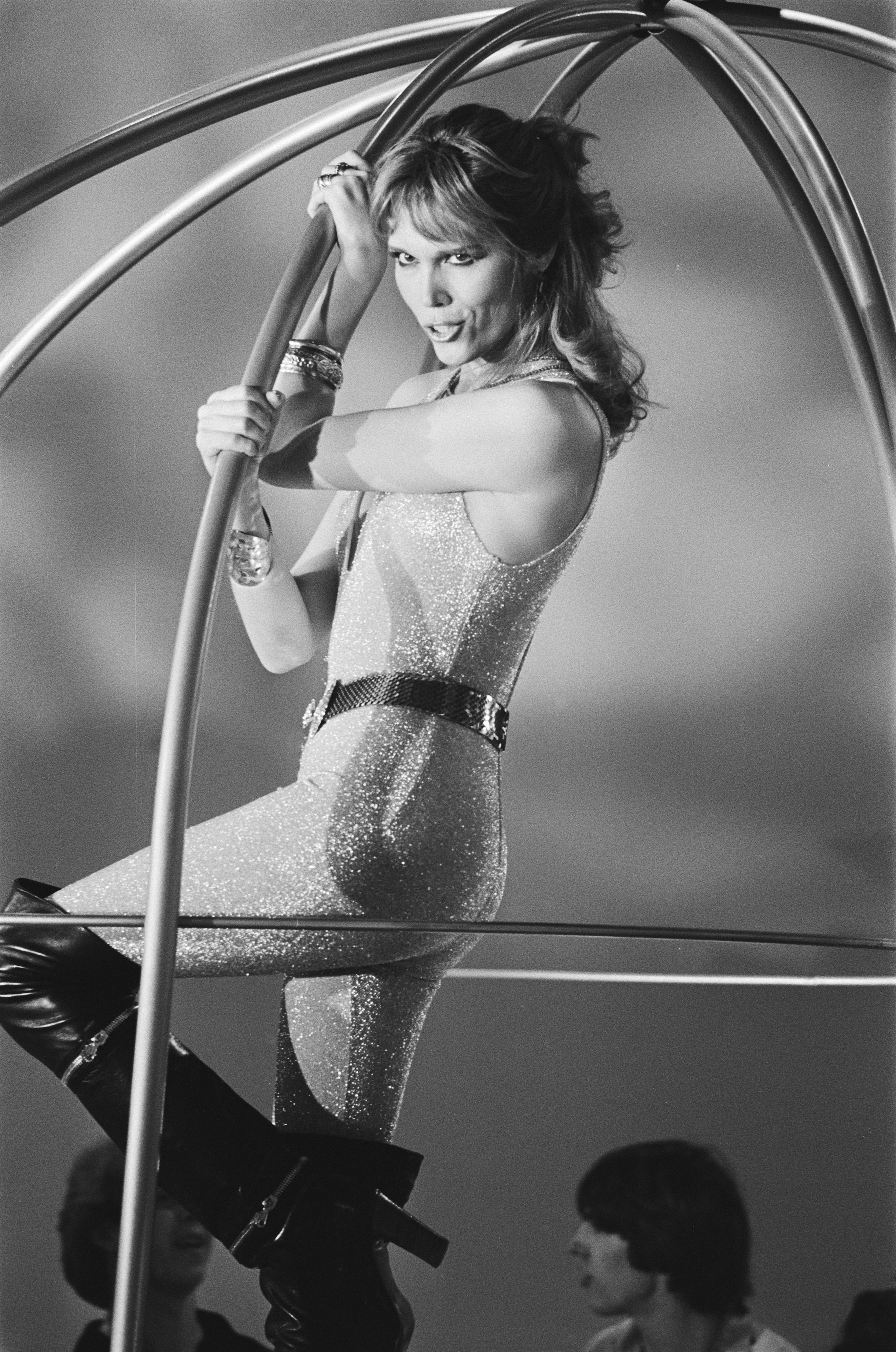
Amanda Lear (ici en 1978), petite amie de Brian Jones, serait-elle Miss Amanda Jones ?

Cet album se veut la suite logique de l'album précédent Aftermath et ouvre la voie au suivant, Their Satanic Majesties Request. La musique est beaucoup inspirée des groupes de pop britanniques comme les Kinks ou les Beatles et certaines compositions sont inspirées du courant psychédélique, ce qui était déjà le cas dans Aftermath.
« Je pense qu'il est supérieur à Aftermath. Nous voulions enregistrer des disques que nous aimons sans nous préoccuper de savoir où nous allons » indique Mick Jagger lors d'une interview au Melody Maker de janvier 1967. Malheureusement, ce n'est pas sûr. En revanche, Between the Buttons est un album principalement psychédélique dans lequel le groupe explore un nouveau monde musical et il est sans doute l'album le plus varié des Rolling Stones puisqu'il contient une valse (Back Street Girl, avec un accordéon), une ballade (She Smiled Sweetly ), mais aussi un pur Rock'n'Roll (Miss Amanda Jones), musclé tout comme Please Go Home et son Diddley Beat); avec aussi une légère atmosphère naïvement rétro dans Something Happened to Me Yesterday, ou Cool Calm Collected. Il y a aussi comme toujours de très belles ballades, mais cette fois-ci aux intonations plus folk proches de Bob Dylan.
Ce disque offre un aperçu de la palette sonore innovante du groupe, en particulier par la présence de Brian Jones avec son goût pour la pratique d'instruments peu utilisés, surtout dans ce genre musical. Entre l'album Aftermath (avril 1966) et Their Satanic Majesties Request (décembre 1967) Brian Jones est au sommet de son art, en plein âge d'or. Poussé à devoir changer constamment de style du fait du virage plus pop et psychédélique du groupe, Jones apprend beaucoup et surtout très vite à jouer de nouveaux instruments, souvent peu communs aux sonorités typiques du rock. Avec la multi-instrumentation, Brian Jones donne une identité à chacune des chansons : sur Yesterday's Papers de la marimba, Ruby Tuesday de la flûte à bec et du piano, et sur Something happened to me yesterday, Jones joue à lui seul l'équivalent d'un orchestre entier.
En dehors des progrès de Brian Jones, Mick Jagger et Keith Richards témoignent de nouvelles inspirations en tant qu'auteurs-compositeurs. Quant au bassiste Bill Wyman et au batteur Charlie Watts, ils assurent une assise rythmique solide à toute épreuve. En revanche, le producteur et manager Andrew Loog Oldham est en retrait relatif pour son dernier album avec le groupe.
Pour ce qui est des thèmes, ils restent les mêmes, Mick Jagger reste toujours misogyne. Dans Yesterday's Papers, il évoque à demi mot sa fin de liaison avec Chrissie Shrimpton et dans Complicated le début de sa relation avec la chanteuse Marianne Faithfull, alors que dans Cool, Calm and Collected et Who's Been Sleeping Here?, c'est la femme de pouvoir et la femme infidèle qui sont mises à mal. Seule She Smiled Sweetly échappe à la misogynie.
Mick Jagger aborde également la critique sociale dans Back Street Girl en montrant le cynisme d'un homme riche fréquentant une femme des quartiers pauvres, et décrit les lendemains de trips sous acide dans Something Happened to Me Yesterday. Au sujet de la conclusion parlée de Something Happened to Me Yesterday, c'est une parodie de la célèbre série britannique Dixon of Dock Green notamment avec les derniers mots, façon Sécurité Routière : « porter du blanc si vous êtes à bicyclette »[réf. nécessaire]. La chanson Miss Amanda Jones serait une allusion à la liaison entre Brian Jones et la chanteuse Amanda Lear. Enfin la chanson Connection, la première écrite par le guitariste Keith Richards, évoque des décors déshumanisés des aéroports et, au-delà, les démêlés récurrents du groupe avec les autorités quand celui-ci passe d'un pays à un autre dans le cadre des tournées.

### Pochette et disque
Bien que moins présent, le producteur Andrew Loog Oldham détermine sans le vouloir sur le moment le titre de l'album. Charlie Watts révèlera qu'il s'agissait d'une méprise entre lui et son producteur : « Andrew m'avait demandé de lui faire un dessin pour l'album et m'a précisé que le titre était "between the buttons" ["entre les boutons" en anglais ce qui signifie "indécis"]. J'ai pris cela au sens littéral et pensé que le titre était "Between the Buttons", et c'est resté. ». Charlie Watts dessine donc une sorte de B.D. avec six cases, accompagnée d’un poème rythmique avec le titre donné par Oldham. Ce dessin se retrouve par la suite en pochette arrière de l'album.
La séance photo pour la couverture de l’album a eu lieu en novembre 1966 à Primrose Hill dans le nord de Londres. Le photographe était Gered Mankowitz, qui a également tiré les photos du groupe pour la couverture d’Out of Our Heads. La prise a lieu à 05:30 du matin après une session d'enregistrement nocturne à l'Olympic Studios. En utilisant un filtre de caméra artisanale construit avec du carton noir, du verre et de la Vaseline, Mankowitz créé l’effet des Stones se dissolvant dans leur environnement. L’objectif de la prise a été, selon les termes de Mankowitz, « pour capturer la sensation éthérée, bestiale de l’époque ; ce sentiment à la fin de la nuit, quand l’aube se brisait et qu’ils avaient été jusqu'à faire de la musique, lapidée toute la nuit. ».
L'apparition débraillé et fantomatique de Brian Jones sur la couverture dérangea nombreux de ses fans, et le critique David Dalton a écrit qu’il ressemblait « à un raton laveur albinos condamné. » « Brian [Jones] était caché dans son col », a commenté Mankowitz des années plus tard, « j’étais frustré parce que c’était comme si nous étions au bord de quelque chose de vraiment spécial et il a été le gâcher. Mais le fait que Brian Jones semblait s'en ficher et ne pas prendre le shooting au sérieux reflétait l'esprit du groupe ». Les chutes de cette séance photo ont ensuite été utilisés pour la pochette de la compilation de ABKCO More Hot Rocks (Big Hits & Fazed Cookies) (paru en 1972).

## Parution et réception
L'album sort le 20 janvier 1967 au Royaume-Uni. Il comprend douze chansons, mais aucune n'est publiée en single. Le 11 février suivant, London Records publie une version modifiée de l'album aux États-Unis en remplaçant Back Street Girl et Please Go Home par les tubes Let's Spend the Night Together et Ruby Tuesday. Ces deux dernières chansons étaient parues en single les 13 et 14 janvier 1967 au Royaume-Uni et aux États-Unis. Les deux versions se classent respectivement troisième et deuxième au Royaume-Uni et aux États-Unis.
De part et d'autre de l'Atlantique, l'album est encensé : « Un album original, c'est le moins que l'on puisse dire, avec des sous-entendus de sexe, de drogue, d'alcool et de fantaisie anglaise », note le critique britannique Roy Carr. Quant au Billboard du 11 février 1967, il estime que « Miss Amanda Jones et Cool, Calm and Collected sont remarquables dans cette livraison gagnante ». Between the Buttons est considére comme "faisant partie des plus grands albums de rock" par Robert Christgau, qui l'a ensuite inclus dans sa "Basic Record Library" d'enregistrements des années 1950 et 1960, publiée dans Christgau's Record Guide: Rock Albums of the Seventies (1981). Il a également écrit à propos de l'album pour les "40 albums essentiels de 1967" du magazine Rolling Stone : "[C]ette œuvre sous-estimée se distingue par des rimes complexes, des stéréotypes sexuels complexes et le non-blues, des pianos oh-si-rock-and-roll de Ian Stewart, Jack Nitzsche, Nicky Hopkins et Brian Jones."
Richie Unterberger d'AllMusic l'a salué comme l'un des "albums les plus forts et les plus éclectiques" des Rolling Stones. Dans une critique rétrospective pour Entertainment Weekly, David Browne a qualifié l'album de "ensemble effronté de vaudeville rock sardonique du Swinging London", tandis que Christopher Walsh du magazine Billboard a écrit qu '"il regorge de joyaux négligés, le groupe offrant un mélange captivant de folky, pop Beatles-esque  et des rocks bluesy durs."
Tom Moon a écrit dans The Rolling Stone Album Guide (2004) que l'album était "plus léger et plus fin" qu'Aftermath et, "ayant découvert tardivement la mélodie pop, Jagger et Richards ont soudainement fait une overdose." Les musicologues Philippe Margotin et Jean-Michel Guesdon ont observé la pop baroque et le music-hall sur l'album. Jim DeRogatis a inclus Between the Buttons dans sa liste de 2003 des albums de rock psychédélique essentiels. La version américaine de Between the Buttons figure à la 335e place dans la liste des 500 meilleurs albums du magazine Rolling Stone.
La chanson Let's Spend the Night Together, qui figure sur l'édition américaine, fait un tel scandale à sa sortie que lors des apparitions sur les plateaux TV, notamment le très couru Ed Sullivan Show, Mick Jagger se voit obligé de marmonner quelque chose entre « Let's spend the night » et « Let's spend some time ». C'est également à cette même époque que le manager Andrew Loog Oldham pousse la provocation encore plus loin en inventant le slogan « Laisseriez-vous votre fille épouser un Rolling Stone ? ».
Dans une scène du film La Famille Tenenbaum de Wes Anderson en 2001, le personnage de Margot (Gwyneth Paltrow) joue Between the Buttons sur un tourne-disque. Elle repère le morceau She Smiled Sweetly, qui est suivi de Ruby Tuesday. (Ruby Tuesday apparaît sur la version  américaine de l'album, bien qu'elle ne suive pas She Smiled Sweetly dans l'ordre des morceaux).

## Liste des chansons

### Édition britannique
Toutes les chansons sont écrites et composées par Jagger/Richards.
| 1. | Yesterday's Papers       | vibraphone, marimba                          | 2:04 |
| 2. | My Obsession             | aucun                                        | 3:17 |
| 3. | Back Street Girl         | vibraphone, claviers                         | 3:27 |
| 4. | Connection               | aucun                                        | 2:08 |
| 5. | She Smiled Sweetly       | aucun                                        | 2:44 |
| 6. | Cool, Calm And Collected | dulcimer électrique, kazoo, harmonica, banjo | 4:17 |

| 7.  | All Sold Out                       | flûte à bec                                            | 2:17 |
| 8.  | Please Go Home                     | oscillateur (Thérémine), Mellotron, guitare électrique | 3:17 |
| 9.  | Who's Been Sleeping Here?          | guitare rythmique, harmonica                           | 3:55 |
| 10. | Complicated                        | orgue                                                  | 3:15 |
| 11. | Miss Amanda Jones                  | aucun                                                  | 2:47 |
| 12. | Something Happened to Me Yesterday | saxophone, trombone, clarinette                        | 4:55 |

### Édition américaine
Le Between the Buttons américain ne comporte pas les titres Please Go Home et Back Street Girl, remplacés le single Let's Spend the Night Together/Ruby Tuesday. Les titres écartés sont publiés sur l’album américain suivant, Flowers.
Toutes les chansons sont écrites et composées par Jagger/Richards  et arrangées par les Rolling Stones.
| 1. | Let's Spend the Night Together | orgue              | 3:36 |
| 2. | Yesterday's Papers             |                    | 2:04 |
| 3. | Ruby Tuesday                   | flûte à bec, piano | 3:17 |
| 4. | Connection                     |                    | 2:08 |
| 5. | She Smiled Sweetly             |                    | 2:44 |
| 6. | Cool, Calm And Collected       |                    | 4:17 |

| 7.  | All Sold Out                       | 2:17 |
| 8.  | My Obsession                       | 3:17 |
| 9.  | Who's Been Sleeping Here?          | 3:55 |
| 10. | Complicated                        | 3:15 |
| 11. | Miss Amanda Jones                  | 2:47 |
| 12. | Something Happened to Me Yesterday | 4:55 |

## Personnel

### The Rolling Stones
Selon le livret accompagnant l'album (version britannique) : 
- Mick Jagger - chant (1-3, 5-12), chœurs (1, 2, 4, 7, 8, 10-12), tambourin (2-5, 9, 10) grosse caisse (4), harmonica (6)
- Brian Jones - guitare électrique (1, 2, 4, 6-12), piano (3), orgue (1, 5, 10), vibraphone (2), marimba (2), flûte à bec (3, 7), trompette (12) trombone (12), harmonica (9), chœurs
- Keith Richards - guitare électrique (1, 2, 4, 6-12), guitare acoustique (3, 9, 12) basse (1, 4, 5), contrebasse (3), piano (1, 4, 5), chant (4), chœurs (1-5, 7, 8, 10-12)
- Bill Wyman - basse (2, 3, 6-12), contrebasse (3), chœurs (2)
- Charlie Watts - batterie, maracas (10)

### Musiciens supplémentaires
- Jack Nitzsche - piano (1, 3, 5, 6, 9, 12), clavecin (2)
- Ian Stewart - piano (7, 8, 10, 11), orgue (11)

### Équipe technique
- Andrew Loog Oldham - producteur
- Dave Hassinger - ingénieur du son aux studios RCA
- Glyn Johns - ingénieur du son aux studios Olympic
- Eddie Kramer - ingénieur du son assistant aux studios Olympic